# Żaglica
Żaglica, żaglica pacyficzna (Istiophorus platypterus) – gatunek morskiej ryby okoniokształtnej z rodziny żaglicowatych (Istiophoridae), ceniony obiekt połowów sportowych i komercyjnych.

## Taksonomia
Część systematyków uważa atlantycką populację tej ryby za odrębny gatunek Istiophorus albicans. Brak jednak dowodów genetycznych w regionie kontrolnym mtDNA, które by wykazywały, że atlantycki Istiophorus albicans i indopacyficzny I. platypterus są odrębnymi gatunkami. Pomimo tego, że od dawna większość autorów była za uznaniem jednego, kosmopolitycznego gatunku, w wielu publikacjach wymieniane były i są obydwa.

## Występowanie
Gatunek kosmopolityczny szeroko rozprzestrzeniony i pospolity we wszystkich tropikalnych i umiarkowanych ciepłych wodach oceanicznych świata, a również w Morzu Śródziemnym i Czerwonym – jeśli przyjąć, że jest to jeden gatunek. Bardzo rzadko spotykany jest w kanale La Manche. Żyje w wodach pelagialnych, zwykle nadszelfowych, najczęściej na głębokości do 40 m. Odbywa długie wędrówki w głąb oceanów, ale częściej jest spotykana w pobliżu wybrzeży lądu i wysp niż na pełnym morzu.

## Cechy morfologiczne

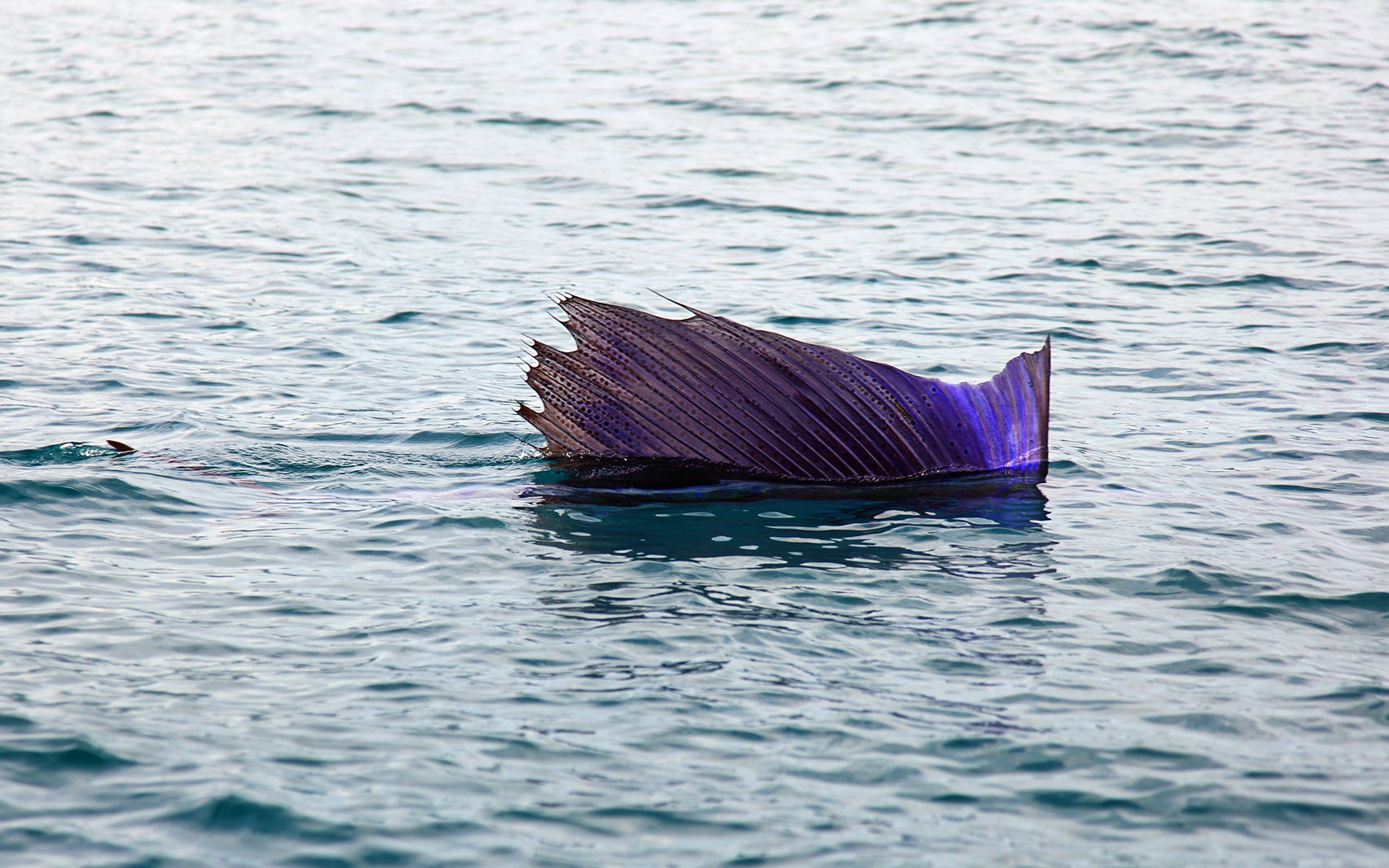
Żaglica czasami wystawia płetwę grzbietową ponad powierzchnię wody

Budowa ciała typowa dla żaglicowatych. Grzbiet niebieskawoszary, boki i brzuch srebrzystobiałe. W poprzek ciała przebiegają regularne pasy złożone z ciemnych plamek. Łuski duże, wyraźnie wydłużone. Płetwa grzbietowa – duża, długa i bardzo wysoka, znacznie przerastająca wysokość tułowia – ma niebieskie ubarwienie z czarnymi cętkami. Swoim kształtem przypomina duży żagiel, stąd zwyczajowa nazwa gatunku. Płetwa ta może być składana przez rybę do tyłu w podłużne zagłębienie. W czasie walki jest sztywno ustawiana, czasami wystawiana ponad powierzchnię wody.
Promienie płetw brzusznych są bardzo długie, sięgające niemal otworu odbytowego.
Opis płetw: D1 XLI–XLIV, D2 6–7, A1 IX–XIV, A2 7–8. Liczba kręgów, jak u wszystkich żaglicowatych, wynosi 24.
Przeciętna długość ciała wynosi 100–150 cm, maksymalna 348 cm. Waży zwykle od 10 do 40 kg. Maksymalna odnotowana masa ciała to 100,2 kg.

## Biologia i ekologia
Jest uznawana za najszybciej pływającą rybę świata – osiąga prędkość 100–130 km/h. Składa wówczas płetwę grzbietową w szczelinie na grzbiecie, a płetwę odbytową i brzuszne wzdłuż ciała. W czasie nagłych zwrotów rozpościera „żagiel”, by zapobiec poślizgowi.

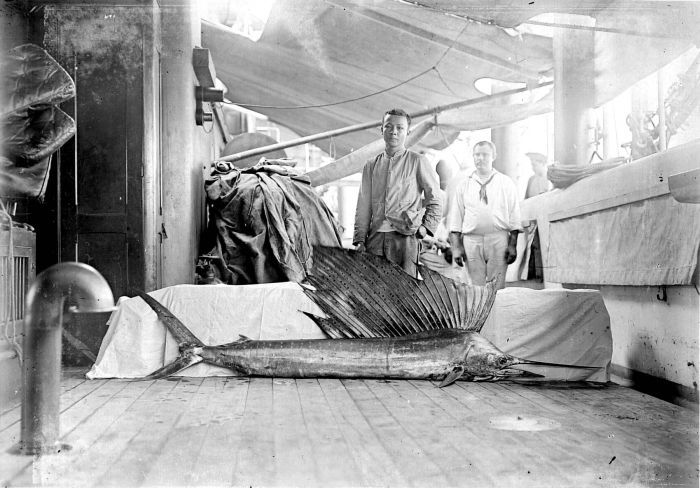
Żaglica w muzeum

Żaglice żyją w małych grupach złożonych z 3–30 osobników lub w parach, ale często są spotykane w luźnych zgrupowaniach rozprzestrzenionych na większym obszarze.
Żywią się rybami, skorupiakami i głowonogami. Długim i cienkim rostrum ogłuszają i zabijają swoje ofiary. Tarło odbywają zwykle latem w otwartych wodach oceanu.

## Znaczenie dla człowieka
Żaglica jest cenionym obiektem połowów sportowych. Złowiona na wędkę walczy bardzo długo, często wyskakując wysoko ponad powierzchnię wody, aby uwolnić się od haka. Od połowy XX wieku jest też poławiana komercyjnie. Wykorzystywane jest mięso świeże, wędzone i mrożone. Używane do sashimi i sushi lub spożywane po upieczeniu.

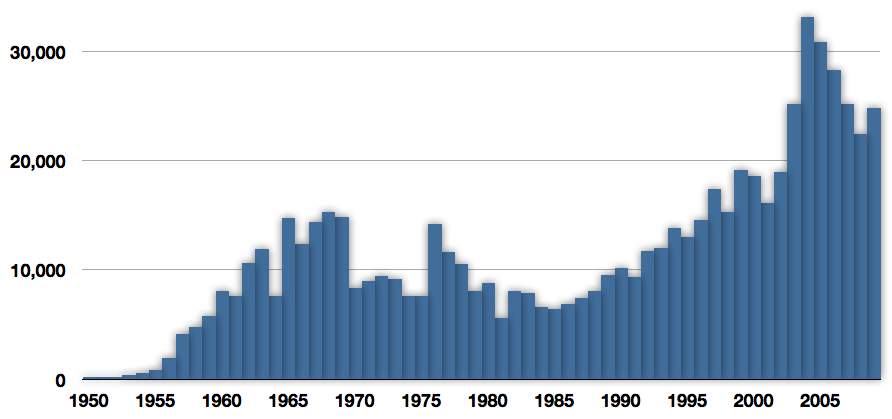
Połowy żaglicy w tonach od 1950 do 2009
(na podstawie danych FAO)